# 양산 원각사 육조대사 법보단경
양산 원각사 육조대사 법보단경(梁山 圓覺寺 六祖大師 法寶壇經)은 대한민국 경상남도 양산시 상북면, 원각사에 있는 불경이다. 2017년 1월 5일 경상남도의 유형문화재 제605호로 지정되었다.

## 개요
｢육조대사법보단경(六祖大師法寶壇經)｣은 우리나라를 비롯한 동아시아 선불교(禪佛敎)에 가장 많은 영향을 끼친 선종(禪宗)의 지침서(指針書)이자 우리나라 조계종(曹溪宗)의 종전(宗典)으로 여겨진다.
본서는 '1479년(成化十五年己亥)'이라는 정확한 간행 기록(刊記)과 인출(印出) 및 보관상태가 양호하며, 오늘날 한국 선종(禪宗)과 교종(敎宗)을 연구하는데 중요한 자료이다.

## 참고 자료
- 양산 원각사 육조대사 법보단경 - 국가유산청 국가유산포털